# Bet365
Bet365集團有限公司（英文：Bet365 Group Limited），是一家英國博彩公司。他們是世界上最大的網上博彩公司之一，於直布羅陀註冊（許可證號：RGL 075），在200個國家擁有超過3500萬客戶。集團聘用多過4300人，成為特倫特河畔斯托克最大的私人公司。